# Valloner

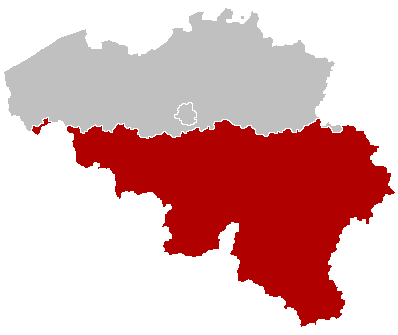
Regionen Vallonien (röd) i Belgien.

Valloner (franska: Wallons, vallonska: Walons) är en franskspråkig folkgrupp bosatt främst i södra Belgien (Vallonien), men även i norra Frankrike (grevskapet Valois). Vallonerna är en av tre etniska grupper i Belgien, jämte de nederländsk-talande flamländarna i norr, och den tysktalande populationen i öster.

## Etymologi
Namnet vallon kommer ursprungligen från det germanska ordet walhaz, vilket de forntida germanska folkgrupperna använde om alla icke-germanska folkslag, ett ord som också har gett upphov till namnen på Wales, Valais (Wallis på tyska), och Valakiet. En nutida populär uttydning av Vallonien är annars "dalarnas land" (via franskans vallée), vilket det belgiska turistministeriet använt på vägskyltar avsedda för turister, oftast formulerat på franska som pays des vallées. Vallonien är också väldigt backigt och rikt på kullar och dalar söder och öster om floden Meuse.

## Historia
Områdena som numera bebos av vallonerna utgjorde den nordöstra delen av den keltiska provinsen Gallien, vilken erövrades av Julius Caesar. Gallerna sattes under starkt romerskt inflytande både språkligt (latin) och kulturellt. När området intogs av frankerna under 400-talet behölls ändå de romerska institutionerna och latinet, medan de norra flackare delarna av nuvarande Belgien blev germaniserade. Sedermera övergick vallonerna till att tala ett franskliknande språk, vallonska. Det äldsta bevarade verket av vallonsk litteratur är »Declaration des provost, juret, eskievin de Valenchienes» från år 1257.

## Vallonernas förhållande till flamländare
Trots att vallonerna och flamländarna bott i angränsande regioner i drygt 1 500 år är exemplen förhållandevis få på familjer med både valloner och flamländare. Det har hänt vid flera tillfällen under historien att grupper av valloner har flyttat till Flandern för att hitta arbete och att flamländare har flyttat till Vallonien av samma skäl. Under medeltiden blomstrade Flanderns ekonomi och många valloner sökte sig dit. Senare stärktes istället Valloniens ekonomi och under industrialiseringen orsakade dess tillgångar på kol och järnmalm en stor flyttvåg av flamländare till Vallonien. Under senare hälften av 1900-talet har den flamländska ekonomin fått sig ett uppsving och därmed har flyttvågen gått åt andra hållet.

## Vallonerna i Sverige

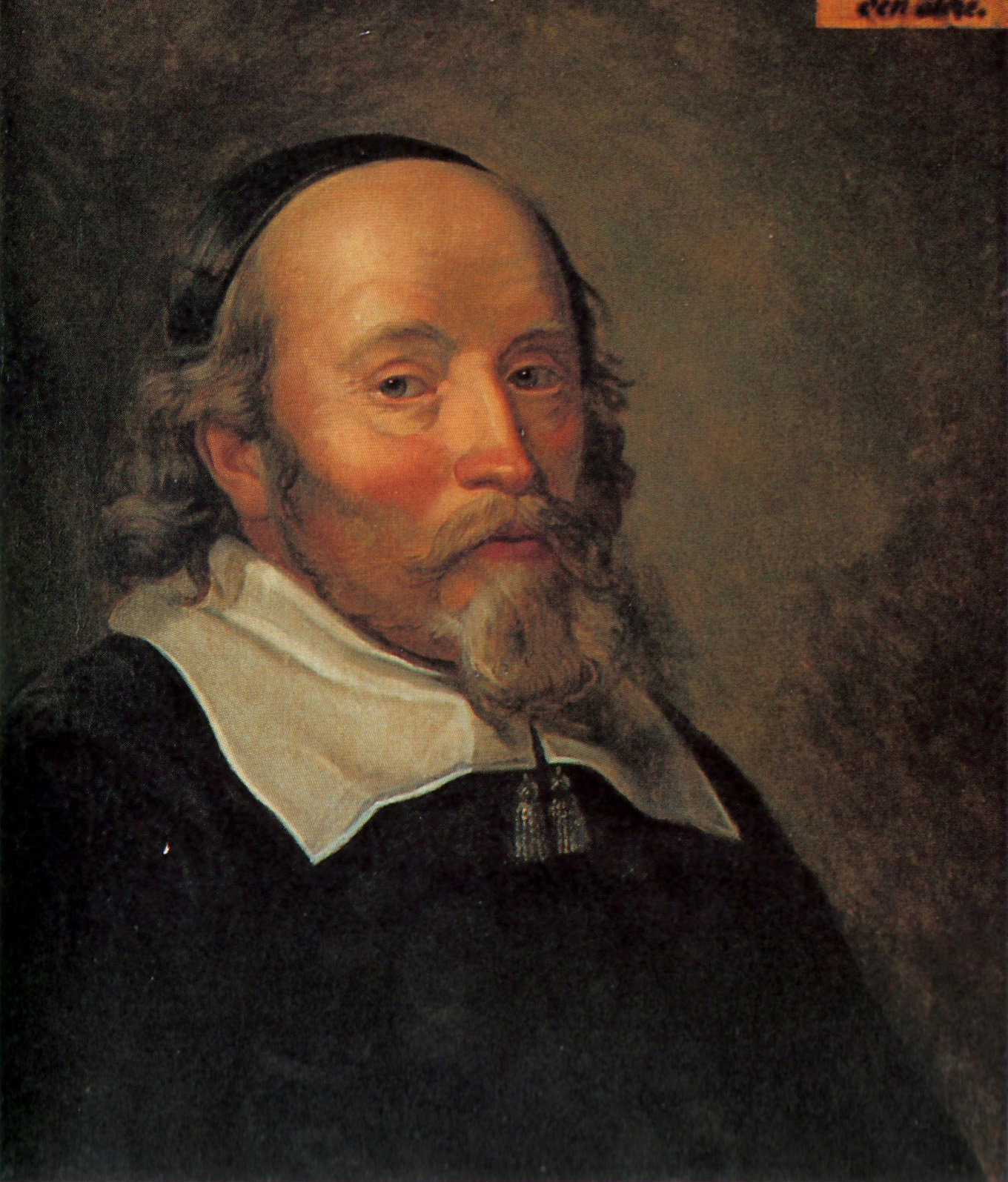
Louis De Geer porträtterad av David Beck.

Vallonernas rykte i fråga om järnhantering blev vida spritt (se vallonsmide), vilket uppmärksammades även i Sverige. Uppmuntrade av Gustav II Adolf började valloner utvandra till Sverige under början av 1600-talet. Till en början kom de flesta vallonerna till Finspång och Norrköping, där bergsmannen Louis De Geer kunde arrendera land. Den förste att värva valloner till Sverige var nederländaren Willem de Besche, men från 1620-talets början tog De Geer helt över den verksamheten.
Filip IV av Spanien förbjöd 1624 vallonska smeder att ta värvning i Sverige, utan att det nämnvärt påverkade migrationen. Under åren 1643–1650 nådde invandringen av valloner till Sverige sin kulmen. Tillsammans med smederna kom även andra yrkesgrupper.
Antalet valloner som stannade i Sverige var litet, enligt Nationalencyklopedin endast 900 individer. Det fanns även valloner i Skåne som kommit dit under dansktiden för att hjälpa till med pottaskeverk och uppbyggandet av fästningarna. Hur många de var och hur många som blev kvar är osäkert. Ungefär 20 procent av de svenska vallonerna återvände till sitt hemland efter en första kontraktsperiod, en del från och med 1654 då religionsfriheten i Sverige inskränktes; majoriteten av vallonerna var reformerta. I och för sig tillförsäkrades vallonerna vid flyttningen religionsfrihet och hade rätt att föra med sig egna präster. Det totala antalet migranter som anlände under den här tiden har uppskattats till mellan 1 000 och 1 200 familjeenheter.